# 帝大粛正期成同盟
帝大粛正期成同盟（ていだいしゅくせいきせいどうめい）は、原理日本社の三井甲之・蓑田胸喜らを中心に、1938年9月に結成された反共右翼団体。美濃部達吉の天皇機関説を排撃した人々が多く参加し、「対外「防共協定」に呼応して此の容共赤化意志を国内に於いても禊祓せざるべからず」として『長與東大總長への進言書』を提出し、帝国大学（特に東京帝国大学）に見られた大学自治や自由主義的な学風を糾弾した。大学や知識人が右傾化していくと存在意義を喪失し、1940年10月の教学刷新大講演会を最後に活動を停止した。
1938年9月19日に、この団体が日比谷公会堂で主催した「帝大粛正学術講演会」には、当時東京帝国大学法学部の助手であった丸山眞男が、指導教授・南原繁の指示を受けて、聴衆として参加していた。

## 主要な会員
- 三室戸教光（子爵）
- 菊池武夫（男爵・陸軍中将）
- 井田磐楠（男爵）
- 井上清純（男爵）
- 三井甲之（原理日本社代表）
- 建川美次（陸軍中将）
- 江藤源九郎（衆議院議員）
- 葛生能久（黒龍会主幹）
- 松本徳明（日独同志会代表）
- 入江種矩（政教社、日本及日本人主幹）
- 岩田愛之助（愛国社社長）
- 池田弘（帝国新報社社長）
- 蓑田胸喜（国士舘専門学校教授、原理日本社）
- 中原謹司（衆議院議員・信州郷軍同志会）
- 板橋菊松（帝国憲法学会代表）
- 小林順一郎（瑞穂倶楽部常務理事）
- 五来欣造（早稲田大学政治学教授）
- 吉田茂